# Jugadores de bolos fuera de una posada
Jugadores de bolos fuera de una posada es un óleo sobre tabla de roble del artista holandés Jan Steen, probablemente pintado entre 1660 y 1663 durante su tiempo en Haarlem. Representa a un grupo jugando a los bolos delante de una posada, y se encuentra ahora en la Galería Nacional, en Londres, a la que fue legado en 1910 por George Salting.